# Манга, Бен
Бьенвенидо (Бен) Манга Убенга (нем. Bienvenido (Ben) Manga Ubenga; 11 февраля 1974, Бата, Экваториальная Гвинея) — немецкий и экваториальногвинейский футболист, ныне технический директор немецкого клуба «Шальке 04».

## Клубная карьера
Бен родился в Экваториальной Гвинее, но уже в юности переехал в Германию и стал заниматься футболом в небольшом клубе «Нойс», одноимённой команде города, в котором жил Бен. Летом 1993-го Манга стал игроком клуба «Фортуна» из Дюссельдорфа. Тем не менее, из-за хронической травмы колена (ломая коленную чашечку, несколько раз за три года) сыграл лишь три игры в Бундеслиге и в знаковой для клуба кубковую игре с «Баварией», в котором «Фортуна» легендарный клуб за счётом 3:1. В 1996 году Манга перешёл в «Вупперталь», который, однако, покинул уже через полгода. Следующим клубом игрока стал Юрдинген 05.